# Холмогор'є (Міське поселення Желізнодорожне)
Холмогор'є (рос. Холмогорье) — селище Правдинського району, Калінінградської області Росії. Входить до складу Желєзнодорожного міського поселення.
Населення —  87 осіб (2015 рік). 